# Bryan Warrick
Bryan Anthony Warrick (Moses Lake, 22 luglio 1959) è un ex cestista statunitense, professionista nella NBA e in Germania.

## Carriera
Venne selezionato dai Washington Bullets al secondo giro del Draft NBA 1982 (25ª scelta assoluta).

## Palmarès

### Squadra
- Campionato tedesco: 1

Saturn Colonia: 1987-88

### Individuale
- Miglior passatore CBA (1986)
- Campione WBL (1989)